# لنگ جون
لِنگ جون (چینی: 冷軍؛ متولد ۱۹۶۳ میلادی) نقاش چینی زاده سیچوان چین است. او در سال ۱۹۸۴ از دانشکده تربیت معلم، هانکو، ووهان، شاخه‌ای از دانشکده هنر فارغ‌التحصیل شد. گرچه او بیشتر به خاطر نقاشی‌ها و طراحی‌های هایپررئالیستی‌اش شهرت دارد، اما تمرکز او بر بیان احساسات، شخصیت و ترکیب نور در آثارش فراتر از صرف تکنیک است. او در حال حاضر به عنوان رهبر آکادمی نقاشی ووهان و رئیس انجمن هنرمندان ووهان فعالیت می‌کند.